# Dans ce pays-là
Pour plus de détails, voir Fiche technique et Distribution.
Dans ce pays-là (В той стране, V toy strane...) est un film russe réalisé par Lidia Bobrova en 1997.

## Synopsis
Dans ce pays-là, se trouve le village de Vnoutovo, où au rythme des saisons, on vit sa petite vie comme Nikolaï Skouridine, le vacher, qui est en bien mauvaise santé tout comme Liochka, Zaïka et Tsyganok, trois copains dont la mort prochaine est annoncée sur le panneau d'affichage de l'agglomération. Ils ne sont pas du tout contents qu'on le fasse savoir mais cela ne les empêche pas de continuer en toutes occasions d'aggraver leur état en buvant de la vodka accompagnée de pain et de saucisson.
Tchapourine, le directeur du kholkhoze et "maire", a bien du mal à gérer, malgré sa bonne volonté et sa générosité, tout ce petit monde malgré l'aide de son épouse, Liolka, génie de la manipulation, et de sa secrétaire, Katia, qu'il voudrait bien garder car elle est tentée de partir de ce "trou". Il y a aussi les autorités qu'il faut ménager car sa fille, Galia, a été pistonnée pour rentrer à l'institut.
C'est sans enthousiasme que Skouridine voit ses habitudes bouleversées lorsqu'on lui offre une cure gratuite en sana au bord de la Mer Noire d'autant plus que son épouse, Alka, et sa belle-mère préfèreraient de l'argent à la cure. Mais à l'idée qu'un autre, mieux loti, pourrait bénéficier de ce cadeau, sa femme change d'avis avec la même vivacité qu'elle avait réagi quand elle avait appris que son mari allait passer du bon temps au soleil.
Les soucis d'Afanassievna sont d'un autre ordre : sa fille, Raïssa, n'est toujours pas mariée et malgré les réticences de sa mère, Makounia, elle va lui chercher un fiancé en prison, Konstantin, qui va obtenir un certificat de relaxe. Son sans-gêne va causer bien des soucis.
Enfin, si la vodka pose beaucoup de problèmes et précipite certains dans la tombe, elle arrondit aussi les angles et participe à toutes les fêtes où l'on chante de bon cœur. Dans ce pays-là, au rythme du carillon de l'église, on continue à aller laver son linge à la rivière où l'on casse la glace en hiver, les enfants jouent sur la route poussiéreuse en été, enneigée en hiver, on va puiser de l'eau au puits, on pellette la neige sur les toits, les chiens continuent à courir et à aboyer derrière tout ce qui se déplace...

## Fiche technique
- Titre français : Dans ce pays-là
- Réalisation Lidia Bobrova
- Scénario : Lidia Bobrova d'après plusieurs récits de Boris Ekimov
- Photographie : Sergueï Astakhov, Valéri Révitch
- Son : Igor Terekhov
- Montage : T. Bystrova, Raïssa Lisova
- Décors : Guennadi Popov
- Musique : Guennadi Zavolokine, M. Malyguine, D. Belolipetski
- Production : Alexandre Golutva, Victor Serguéiev
- Sociétés de production : Lenfilm Studio, Narodny Film, Roskomkino
- Pays d'origine :  Russie
- Sociétés de distribution : Les Films du Paradoxe (France)
- Dates de sortie :
  - Russie : 10 avril 1999
  - France : 5 janvier 2000
- Format : Couleur
- Genre : Drame
- Durée : 85 minutes

## Distribution
- Elena Andreieva : Katia, la secrétaire
- Vladimir Borchaninov : Tchapourine
- Zoïa Bouriak : Raïssa fille d'Afanassievna
- Andréï Dounayev : Konstantin fiancé de Raïssa
- Svetlana Guytan : Alka, épouse de Skouridine
- Dmitri Klopov : Nikolaï Skouridine
- Barbara Klopova : Makoulia
- Anna Ovsiannikova : Afanassievna
- Lidia Saboutchenko : Skouridina
- Alexandre Stakheyev : Zaïka
- Galina Volkova : Choura
- Dmitri Voronitsine : Tsiganok
- Tatiana Zakharova : Liolka épouse de Tchapourine

## Distinctions
- 1997 à Anapa
  - Prix de la Guilde des Critiques et historiens du cinéma au Festival "Kinochoc"
- 1998 à Paris
  - Grand prix du public aux Rencontres Internationales de Cinéma
- 1998 à Gatchina
  - Grand prix au Festival "Littérature et cinéma"
- 1998 à Berlin
  - Récompense Don Quichotte, mention spéciale pour Lidia Bobrova
  - Prix FIPRESCI de la Berlinale, mention honorable au forum du nouveau cinéma à Lidia Bobrova
  - Récompense du film pour la paix à Lidia Bobrova
- 1998 à Créteil
  - Grand Prix du jury au Festival international de films de femmes à Lidia Bobrova
- 1998 à Moscou
  - Nomination pour le Nika de la meilleure réalisatrice à Lidia Bobrova
  - Nomination pour le Nika du meilleur scénario à Lidia Bobrova
- 1998 à Turin
  - Prix spécial du jury à Lidia Bobrova
  - Prix de la ville de Turin au meilleur film pour Lidia Bobrova
- 1999 à Tromso
  - Récompense du film d'importation au festival international du film